# Alma Gluck
Alma Gluck, född som Reba Fiersohn 11 maj 1884 i Iași, Kungariket Rumänien, död 27 oktober 1938 i New York, var en rumänsk-amerikansk operasångerska (sopran). Beundrad för sina rena toner, åtnjöt Gluck nästan exempellös framgång, först på Metropolitan Opera House och därefter som storsäljande grammofonartist. Hon räknas också som en av USA:s mest omtyckta konsertsångerskor före första världskriget.

## Biografi
Fadern Leon var violinist och modern Zara ansågs ha god sångröst. Familjen flyttade till USA 1890 och Gluck växte upp i en mångkulturell miljö på Lower East Side. Efter studier vid bland annat Union College i Schenectady arbetade Gluck som sekreterare på en advokatbyrå i New York. 1902 gifte hon sig med försäkringsförsäljaren Bernard Glick. Omsider ändrade hon stavningen från Glick till Gluck. Först som 22-åring började hon studera sång för Arturo Buzzi-Peccia, som introducerade henne för Arturo Toscanini.
1909 debuterade hon som Sophie i Jules Massenets Werther på Metropolitan, där hon kvarstod fram till 1912. Sina första konserter gav hon 1911–1912 med Philadelphias och Bostons symfoniorkestrar och gjorde succéfyllda framträdanden på Metropolitans söndagskonserter. Tidningen Theatre Magazine utnämnde 1911 henne till Metropolitans yngsta Prima donna. Gluck ansågs ha en av samtidens bästa röster och var en av de första stora amerikanska opera- och konsertvokalisterna som inte hade europeisk utbildning.
Oväntat bröt hon karriären 1914, skiljde sig och reste till Europa för fortsatta studier. Hon undervisades i Berlin av Marcella Sembrich, men slutade som operasångerska 1913 för att därefter endast ge konserter och göra grammofoninspelningar. 1914 gifte hon sig i London med violinisten Efrem Zimbalist och deras hem blev scen för många musikfestivaler med internationella gäster. Framgångsrikt turnerade hon runtom i USA fram till 1920, då hon drog sig tillbaka och familjen flyttade till West Hartford, Connecticut. Mot slutet av sin levnad drabbades hon av sjukdom och rösten tog skada. Emellertid fortsatte hon att verka för musiken och var 1936 en av grundarna till fackförbundet American Guild of Musical Artists.
Det var i synnerhet som grammofonartist Gluck vann popularitet och nådde en bred publik. 1911 kontrakterades hon av Victor Talking Machine Company och kom att göra inspelningar med bland andra Enrico Caruso, Louise Homer och maken Efrem Zimbalist som ackompanjatör. Bara mellan 1914 och 1919 hade hon tjänat 600 000 dollar på skivorna och ytterligare 345 000 dollar på andra framträdanden. Vissa titlar utgavs två till tre gånger i månaden och hennes mest populära inspelning, Bring Me Back to Ol' Virginny, sålde i nära två miljoner exemplar. Hon slutade ge ut skivor 1925, men inspelningarna salufördes ännu in på 1930-talet.
Hennes privatliv avhandlades ofta i tidningarna, och äktenskapet med Zimbalist bemöttes med både hyllningar och klander, eftersom Gluck var frånskild och hade ett barn. Med maken Bernard Glick fick hon dottern Abigail Gluck, mer känd som Marcia Davenport. I det andra äktenskapet föddes barnen Maria, senare gift Goelet, och Efrem Zimbalist, Jr.